# 磁性物理学
磁性物理学（じせいぶつりがく）は、物質の磁場に対する反応を研究する物理学の一分野。 元素によって電子の数が異なり、磁性の種類や強さが異なる。たとえば鉄に代表される遷移元素の多くは磁気モーメントを持つため強い磁性を示し、磁石には必ず遷移元素が入っている。電子が膨大な数（10の23乗個程度）集まった物質が作り出す磁性の多様性は無限にあるといって良い。同様に物質中の電子が作り出す興味深い現象としては超伝導があるが、近年そのメカニズムに磁性が重要な役割を担うとして活発に議論されている。